# Luj IV. od Chinyja
Grof Luj IV. (francuski: Louis IV; nakon 1173. — 7. listopada 1226.) bio je grof Chinyja u današnjoj Belgiji; posljednji grof prve dinastije grofova Chinyja. Nije imao sinova te ga je naslijedila najstarija kći.

## Biografija
Grof Luj je rođen nakon 1173. godine. Roditelji su mu bili grof Luj III. i njegova supruga Sofija, koja je imala još dvojicu muževa. Luj IV. je naslijedio svojeg oca 1189.; te je godine njegov otac umro u Beogradu.
U trenutku smrti oca, Luj je bio veoma mlad te je njegova majka upravljala Chinyjem, a pomagao joj je Lujev stric, lord Thierry.
Luj je oženio Matildu od Avesnesa, koja je bila udovica Nikole IV. od Rumignyja (umro 1205.). Matilda je bila kći Jakova od Avesnesa i njegove žene, Adeline de Guise. Najstarije dijete Matilde i Luja bila je grofica Ivana od Chinyja, očeva nasljednica; drugo dijete im je bila Agneza, supruga Ivana od Rethela. (Luj je možda imao i kćer Izabelu.)
Luja je naslijedila Ivana; njezin je muž bio Arnold IV. od Loona.